# We Don't Live Here Anymore
We Don't Live Here Anymore (Brasil: Tentação / Portugal: Desencontros) é um filme de drama romântico de 2003 dirigido por John Curran e estrelado por Mark Ruffalo, Laura Dern, Peter Krause e Naomi Watts. É baseado nos contos We Don't Live Here Anymore e Adultery de Andre Dubus.
Situado no estado de Washington, o filme foi rodado em Vancouver, Colúmbia Britânica, Canadá.

## Sinopse
Dois casais aparentemente felizes encontram-se regularmente para jantar, mas na realidade os casais sofrem de um desconforto oculto em suas vidas familiares, fazendo com que um dos cônjuges busque um relacionamento com o outro casal. 

## Elenco
- Mark Ruffalo como Jack Linden
- Laura Dern como Terry Linden
- Peter Krause como Hank Evans
- Naomi Watts como Edith Evans